# Liste der Botschafter der Vereinigten Staaten in Usbekistan
Die Liste der Botschafter der Vereinigten Staaten in Usbekistan bietet einen Überblick über die Leiter der US-amerikanischen diplomatischen Vertretung in Usbekistan seit 1992. Die ehemalige sowjetische Unionsrepublik hatte sich am 1. September 1991 für unabhängig erklärt; die Vereinigten Staaten erkannten den neuen Staat am 25. Dezember desselben Jahres an. Am 19. Februar 1992 nahmen beide Länder diplomatische Beziehungen auf, ehe am 16. März dieses Jahres dann die US-Botschaft in Taschkent eröffnet wurde, die zunächst unter der Leitung von Geschäftsträger Michael Mozur stand. Mit Henry Lee Clarke nahm der erste offizielle Botschafter im September 1992 seinen Dienst auf.
| Amtszeit  | Name                     | ernannt von    |
| --------- | ------------------------ | -------------- |
| 1992–1995 | Henry Lee Clarke         | George Bush    |
| 1995–1997 | Stanley Tuemler Escudero | Bill Clinton   |
| 1997–2000 | Joseph A. Presel         | Bill Clinton   |
| 2000–2003 | John E. Herbst           | Bill Clinton   |
| 2004–2007 | Jon Purnell              | George W. Bush |
| 2007–2010 | Richard Norland          | George W. Bush |
| 2011–2014 | George A. Krol           | Barack Obama   |
| 2015–2018 | Pamela L. Spratlen       | Barack Obama   |
| 2019–     | Daniel L. Rosenblum      | Donald Trump   |